# Indische Cricket-Nationalmannschaft in Australien in der Saison 2003/04
Die Tour der indischen Cricket-Nationalmannschaft nach Australien in der Saison 2003/04 fand vom 4. Dezember bis zum 6. Januar 2003 statt. Die internationale Cricket-Tour war Bestandteil der Internationalen Cricket-Saison 2003/04 und umfasste vier Tests. Die Serie endete 1–1 unentschieden.

## Vorgeschichte
Beide Mannschaften spielten zuvor ein Drei-Nationen-Turnier zusammen mit Neuseeland.
Das letzte Aufeinandertreffen der beiden Mannschaften bei einer Tour fand in der Saison 2000/01 in Indien statt.

## Stadien
Die folgenden Stadien wurden für die Tour als Austragungsort vorgesehen und am 16. April 2003 bekanntgegeben.
| Stadion                  | Stadt     | Kapazität | Spiele  |
| ------------------------ | --------- | --------- | ------- |
| Adelaide Oval            | Adelaide  | 53.583    | 2. Test |
| The Gabba                | Brisbane  | 42.000    | 1. Test |
| Melbourne Cricket Ground | Melbourne | 100.024   | 3. Test |
| Sydney Cricket Ground    | Sydney    | 48.000    | 4. Test |

## Kaderlisten
Indien benannte seinen Kader am 15. November 2003.
Australien benannte seinen Kader am 27. November 2003.
| Test | Test |
| Australien | Indien |
| --- | --- |
| - Steve Waugh (K) - Andy Bichel - Nathan Bracken - Adam Gilchrist (wk) - Jason Gillespie - Matthew Hayden - Simon Katich - Justin Langer - Brett Lee - Stuart MacGill - Damien Martyn - Ricky Ponting - Brad Williams | - Sourav Ganguly (K) - Ajit Agarkar - Aakash Chopra - Rahul Dravid - Harbhajan Singh - Murali Kartik - Zaheer Khan - Anil Kumble - VVS Laxman - Ashish Nehra - Parthiv Patel (wk) - Irfan Pathan - Virender Sehwag - Sachin Tendulkar |

## Tour Matches
| 25. – 27. November Scorecard | Melbourne | Indians 266-9d (90) & 116-2 (42) | – | Victoria 518-8d (134) |
|                              |           | Remis                            |   |                       |

| 29. November – 1. Dezember Scorecard | Brisbane | Queensland Academy of Sport 304-6d (81) & 208-6d (52) | – | Indians 208-9d (73) & 121-4 (52) |
|                                      |          | Remis                                                 |   |                                  |

| 19. – 21. Dezember Scorecard | Hobart | Australia A 311-5d (74.4) & 241-7d (65) | – | Indians 245 (82.5) & 66-2 (33) |
|                              |        | Remis                                   |   |                                |

## Tests

### Erster Test in Brisbane
| 4. – 8. Dezember Scorecard | Brisbane | Australien 323 (78.1) & 284-3 (62) | – | Indien 409 (120.1) & 73-2 (16) |
|                            |          | Remis                              |   |                                |

### Zweiter Test in Adelaide
| 12. – 16. Dezember Scorecard | Adelaide | Australien 556 (127) & 196 (56.2) | – | Indien 523 (161.5) & 233-6 (72.4) |
|                              |          | Indien gewinnt mit 4 Wickets      |   |                                   |

### Dritter Test in Melbourne
| 26. – 30. Dezember Scorecard | Melbourne | Indien 366 (103) & 286 (99.5)    | – | Australien 558 (151.2) & 97-1 (22.2) |
|                              |           | Australien gewinnt mit 9 Wickets |   |                                      |

### Vierter Test in Sydney
| 2. – 6. Januar Scorecard | Sydney | Indien 705-7d (187.3) & 211-2d (43.2) | – | Australien 474 (117.5) & 357-6 (94) |
|                          |        | Remis                                 |   |                                     |

## Statistiken
Die folgenden Cricketstatistiken wurden bei dieser Tour erzielt.
| Tests           | Tests      | Tests   | Tests   | Tests   | Tests   | Tests   | Tests   | Tests   |
| Batting         | Batting    | Batting | Batting | Batting | Batting | Batting | Batting | Batting |
| Spieler         | Mannschaft | Spiele  | Innings | Runs    | Average | HS      | 100s    | 50s     |
| --------------- | ---------- | ------- | ------- | ------- | ------- | ------- | ------- | ------- |
| Ricky Ponting   | Australien | 4       | 8       | 706     | 100,85  | 257     | 2       | 2       |
| Rahul Dravid    | Indien     | 4       | 8       | 619     | 123,80  | 233     | 1       | 3       |
| VVS Laxman      | Indien     | 4       | 7       | 494     | 82,33   | 178     | 2       | 1       |
| Virender Sehwag | Indien     | 4       | 8       | 464     | 58,00   | 195     | 1       | 1       |
| Matthew Hayden  | Australien | 4       | 8       | 451     | 64,42   | 136     | 1       | 3       |
| Bowling         |            |         |         |         |         |         |         |         |
| Spieler         | Mannschaft | Spiele  | Overs   | Wickets | Average | BBI     | 5W      | 10W     |
| Anil Kumble     | Indien     | 3       | 206.1   | 24      | 29,58   | 8/141   | 3       | 1       |
| Ajit Agarkar    | Indien     | 4       | 154.5   | 16      | 37,25   | 6/41    | 1       | 0       |
| Stuart MacGill  | Australien | 4       | 194.4   | 14      | 50,78   | 4/86    | 0       | 0       |
| Jason Gillespie | Australien | 3       | 139.1   | 10      | 37,70   | 4/65    | 0       | 0       |
| Brett Lee       | Australien | 2       | 100.5   | 8       | 59,50   | 4/201   | 0       | 0       |

## Player of the Series
Als Player of the Series wurden die folgenden Spieler ausgezeichnet.
| Serie | Player of the Series |
| ----- | -------------------- |
| Test  | Rahul Dravid         |

### Player of the Match
Als Player of the Match wurden die folgenden Spieler ausgezeichnet.
| Spiel   | Player of the Match |
| ------- | ------------------- |
| 1. Test | Sourav Ganguly      |
| 2. Test | Rahul Dravid        |
| 3. Test | Ricky Ponting       |
| 4. Test | Sachin Tendulkar    |